# ルートヴィヒ・フェルディナンド・シュノル・フォン・カロルスフェルト
ルートヴィヒ・フェルディナンド・シュノル・フォン・カロルスフェルト（Ludwig Ferdinand Schnorr von Carolsfeld、1788年10月11日 – 1853年4月13日）はドイツの画家である。

## 略歴
プロイセンのケーニヒスベルク（現在のロシアのカリーニングラード）で生まれた。曽祖父のファイト・シュノル(Veit Hans Schnorr von Carolsfeld:1644–1715)が金属加工の分野で功績をあげて爵位を得た家系で、父親のファイト・シュノル(Veit Hanns Schnorr von Carolsfeld:1764-1841)は画家で、2人の弟、エドゥアルト・シュノル(Eduard Schnorr von Carolsfeld:1790-1819)とユリウス・シュノル(Julius Schnorr von Carolsfeld:1794-1872)も画家になった。
父親から絵を学んだ後、16歳でウィーンに移り、ウィーン美術アカデミーでハインリヒ・フリードリヒ・フューガーに学んだ。美術アカデミーで、共に学んでいた学生にはヨハン・フリードリヒ・オーファーベック(1789-1869)がいて、オーファーベックは仲間の学生と聖ルカ兄弟団（「ナザレ派」）を結成し、何人かの学生はアカデミーを中退し、ローマに移ったが、シュノル・フォン・カロルスフェルトはそれに加わらなかった。
ウィーンではロマン派の詩人、ツァハリアス・ヴェルナーや文学者のフリードリヒ・シュレーゲルと緊密に交流をした。
1812年にシレジア出身の女性と結婚した。1818年にウィーン美術アカデミーの校長の地位を得ようと運動したが、ロマン主義の文学者たちとの交際などを、実力者のメッテルニヒがきらい実現しなかった。この後、オーストリア宮廷で不遇な立場にあったヨハン大公の支援を受け、大公の別荘の装飾画を描いた。
1830年代に、スイス、パリやドイツ各地を旅した。ロマン主義絵画が人気を得るようになったことや、ヨハン大公の支援もあって1835年に美術アカデミーの会員に選ばれ、1841年からはベルヴェデーレ宮殿の「オーストリア・ギャラリー」の学芸員を務めた。
弟子にはモーリッツ・フォン・シュヴィントがいる。

## 作品

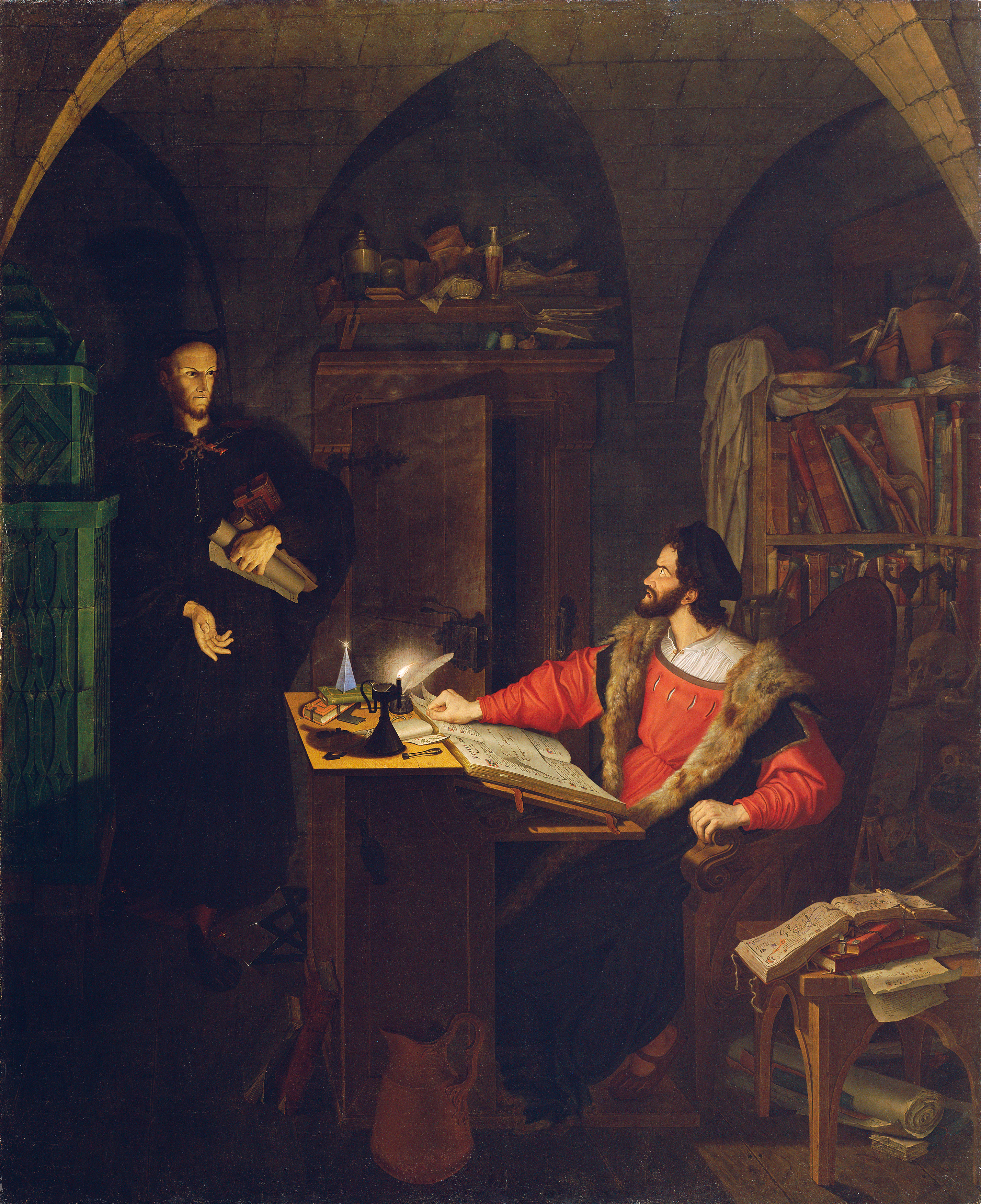
ファウストとメフィストフェレス (1818)
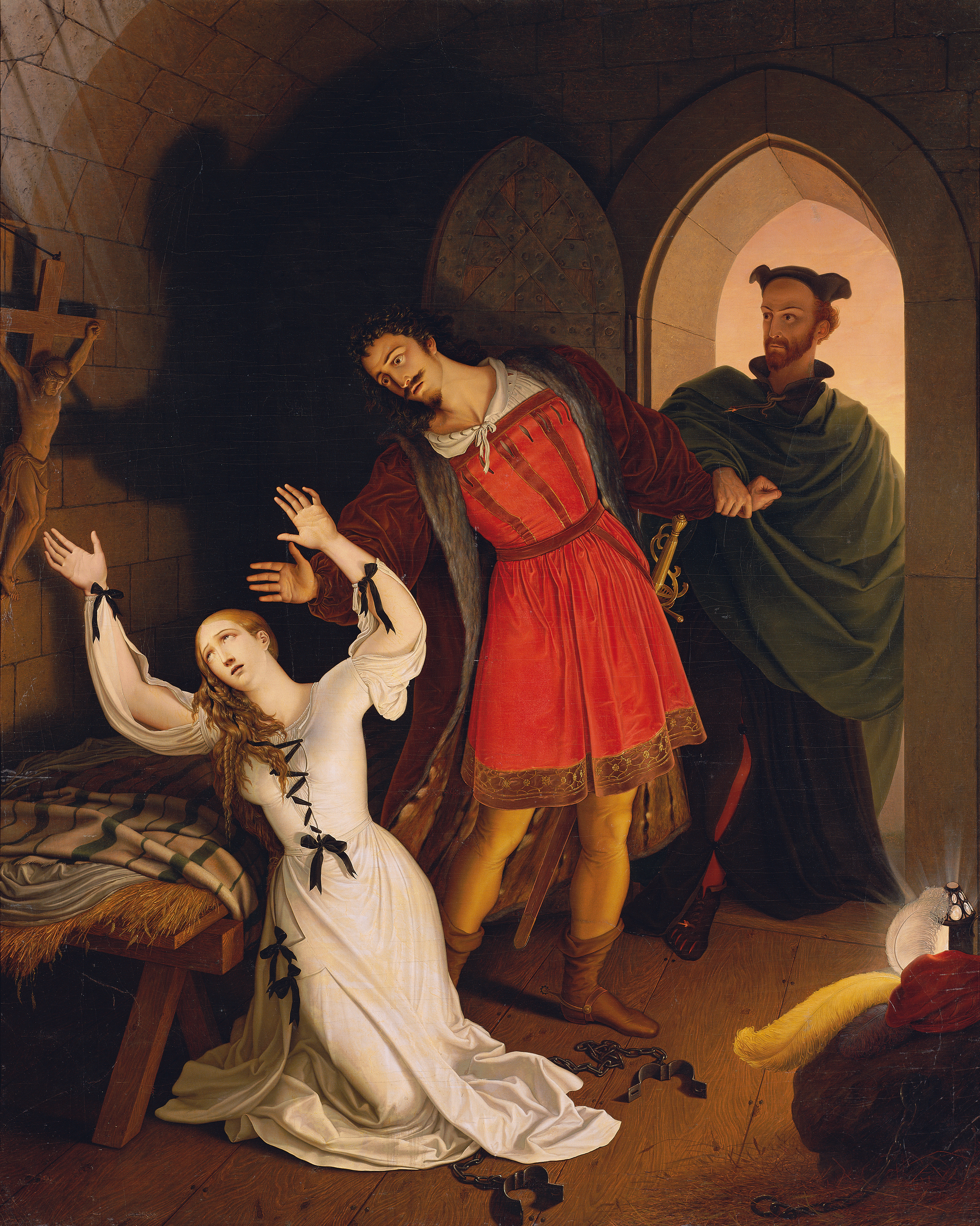
Faust und Gretchen im Kerker
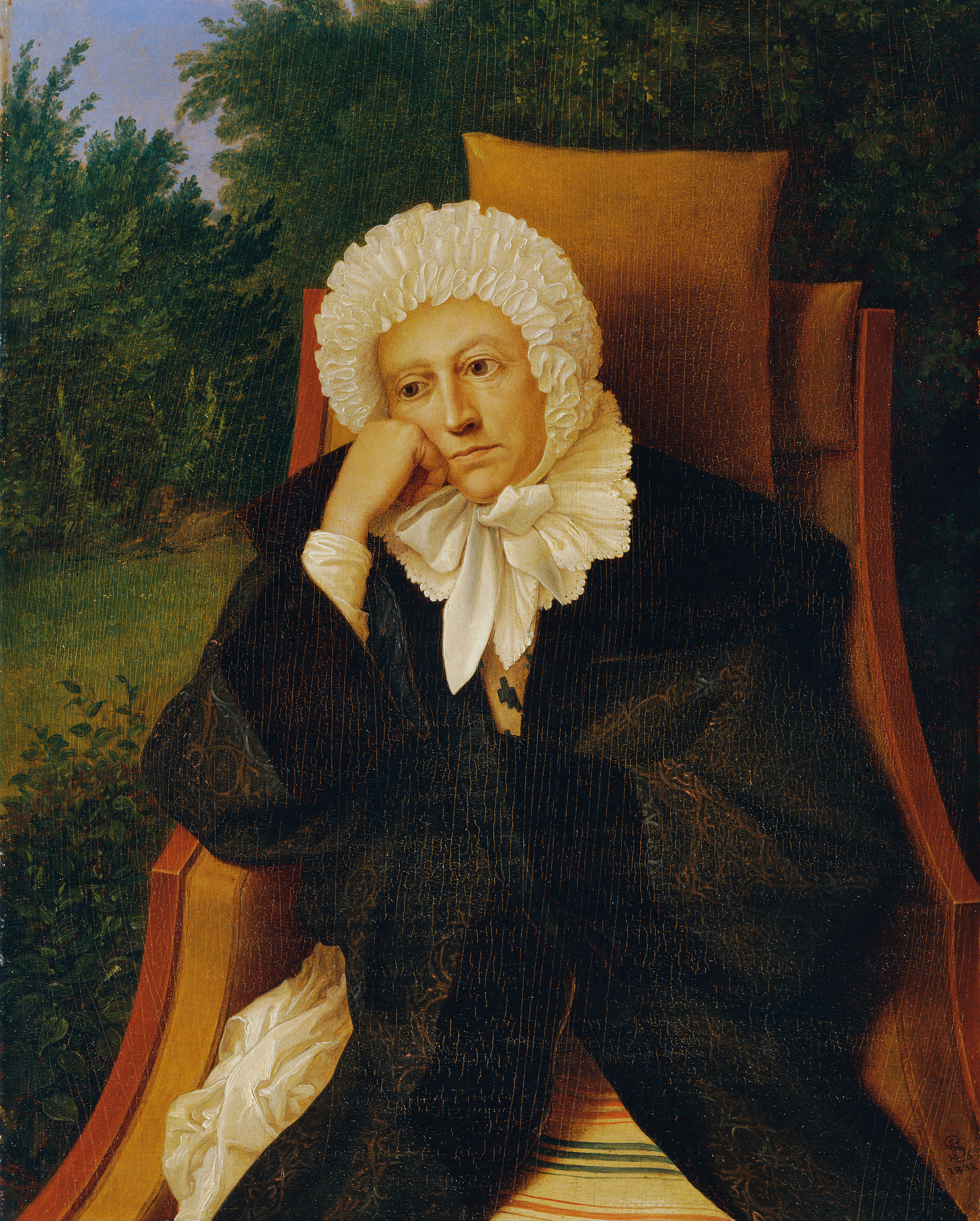
肘掛け椅子の女性 (1931)
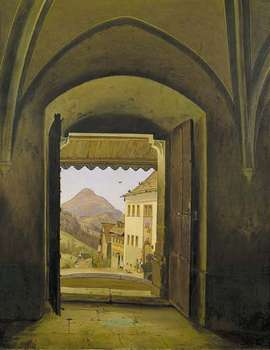
(1942)

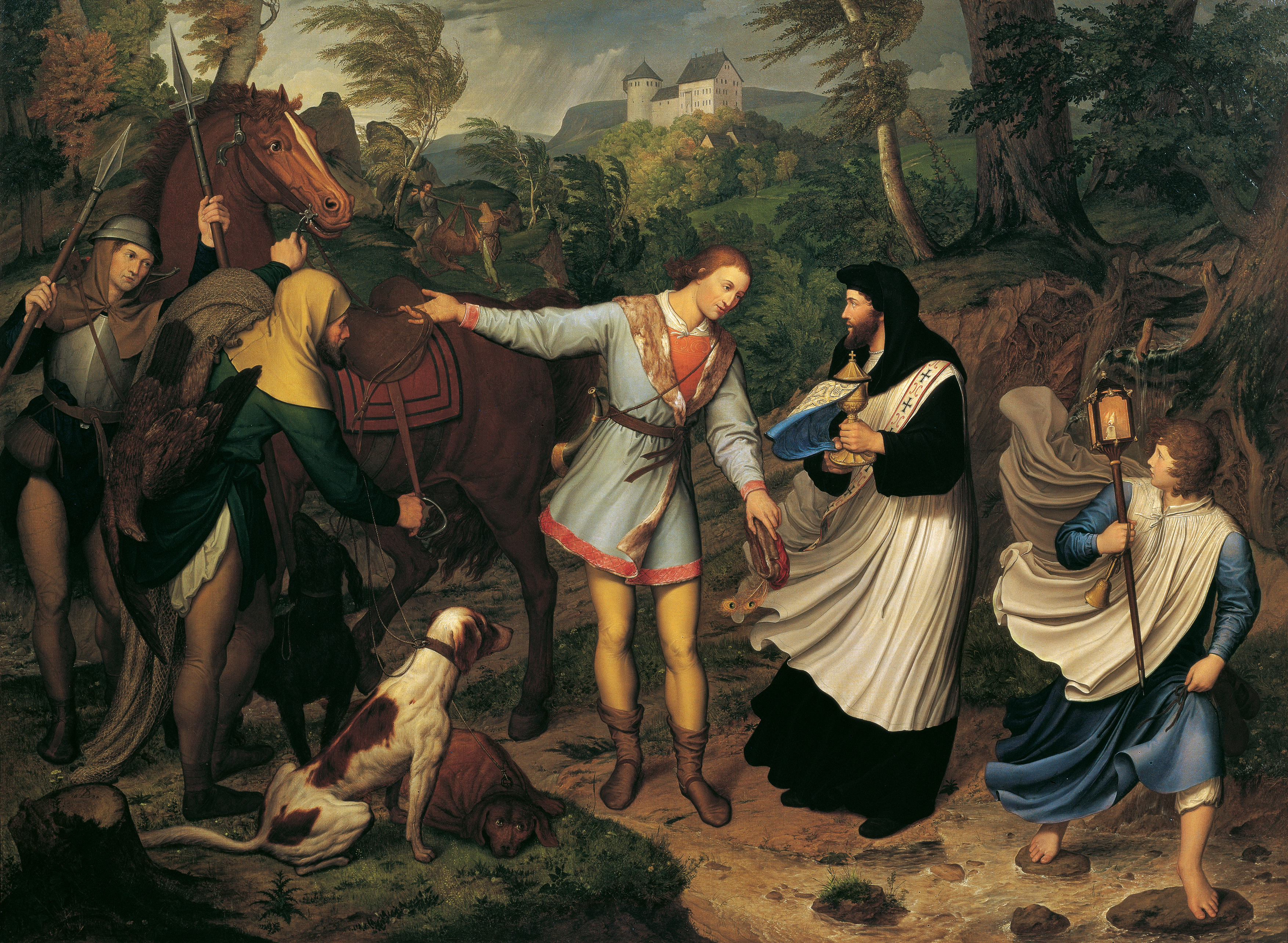
Rudolf von Habsburg und der Priester (1828)
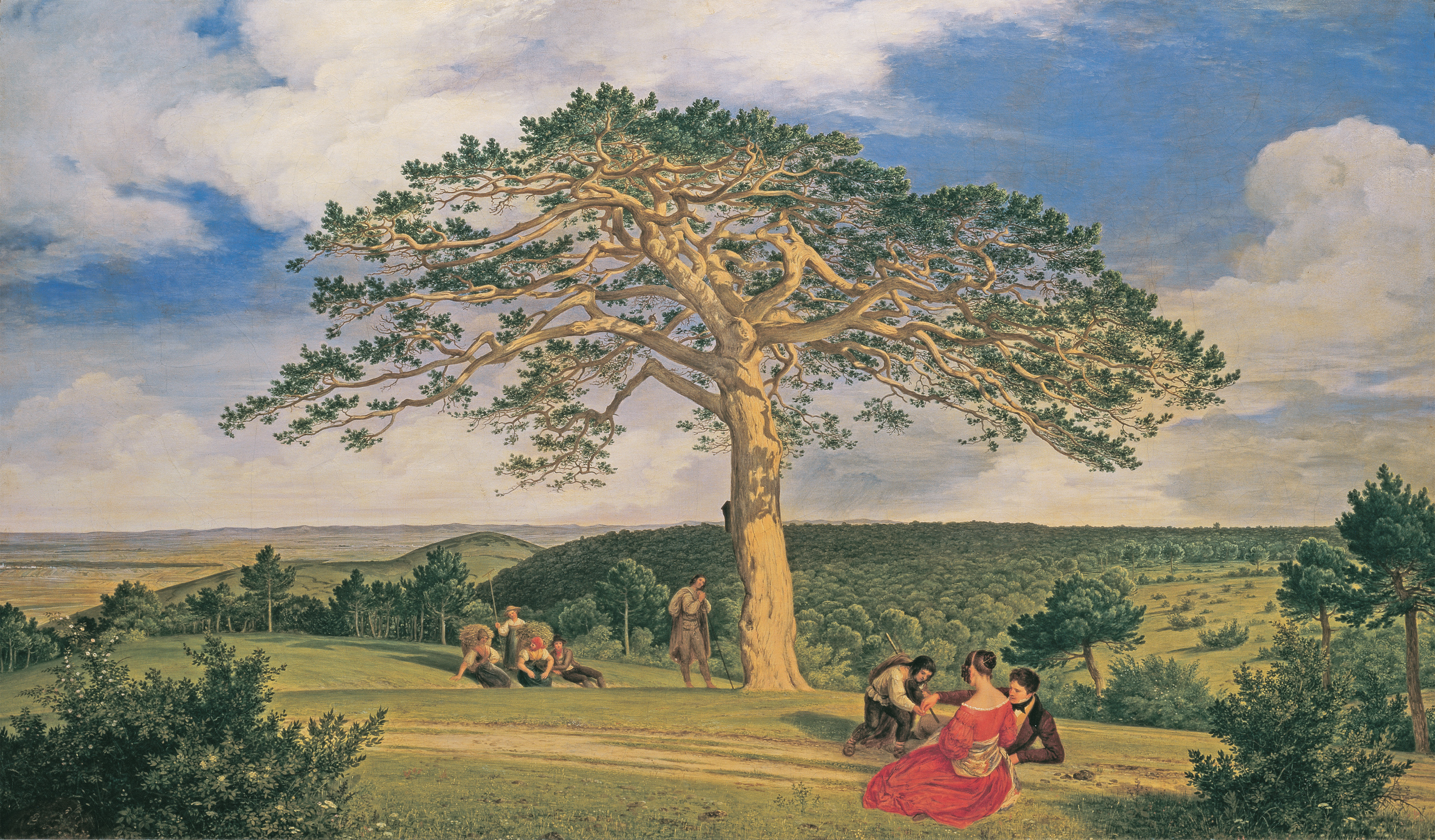
Die breite Föhre nächst der Brühl bei Mödling (1838)
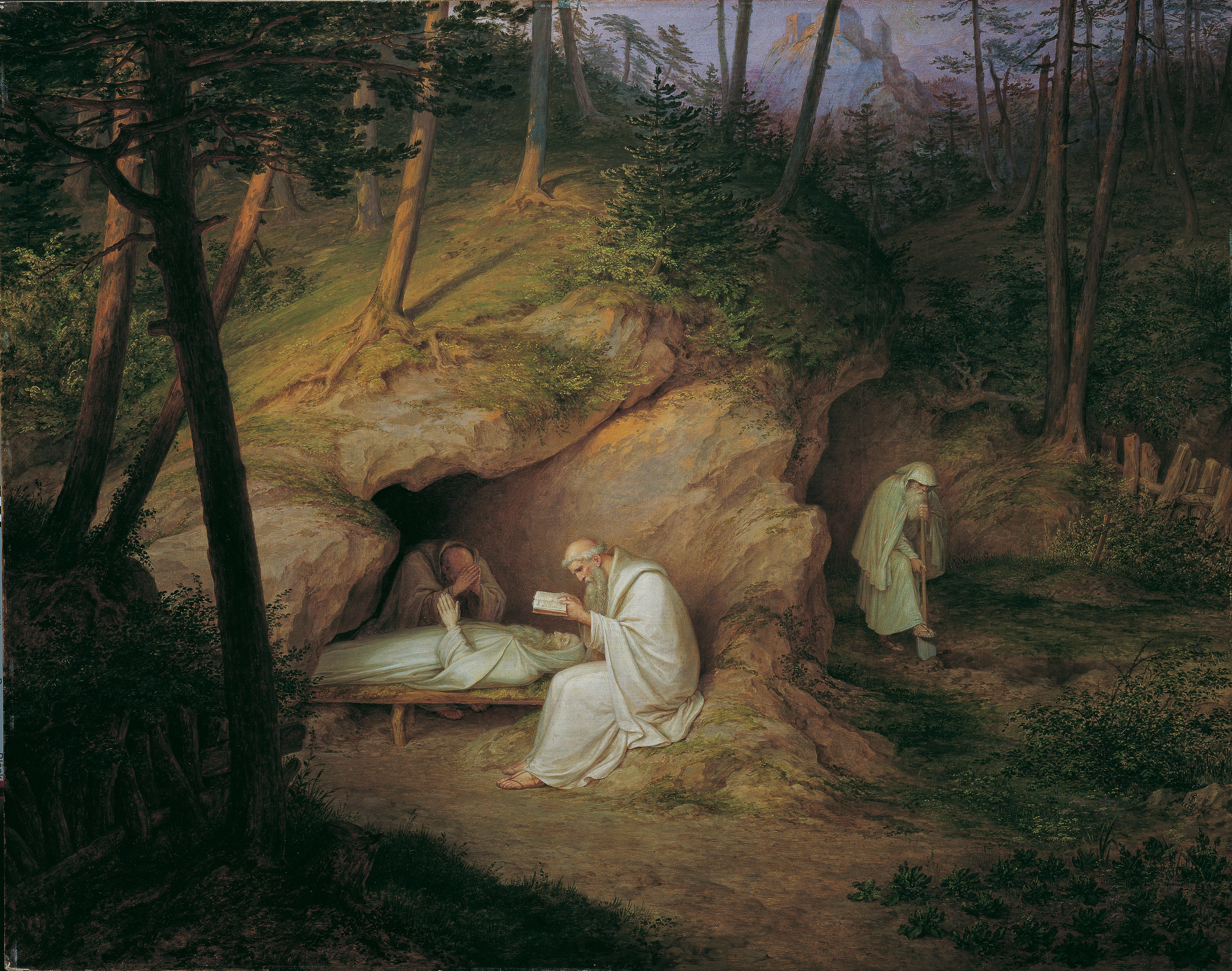
隠者の死(1850)